# هنري بريفارد ديفيدسون
هنري بريفارد ديفيدسون (بالإنجليزية: Henry Brevard Davidson)‏ هو عسكري أمريكي، ولد في 28 يناير 1831 في تينيسي في الولايات المتحدة، وتوفي في 4 مارس 1899 في ليفيرموري في الولايات المتحدة.